# Колин Фарел
Колин Џејмс Фарел (енгл. Colin James Farrell; Даблин, 31. мај 1976) ирски је глумац. Добитник је две награде Златни глобус и номинован је за Оскара.

## Биографија
Колин је са породицом живео у Кастлноку, предграђу Даблина. Отац Ејмен је био фудбалер у Шамрок Роверсима шездесетих година, у време када је клуб био на врхунцу. Колин је најмлађи од четворо деце. Желео је да постане фудбалер попут оца, али су га родитељи послали у скупу и строгу приватну средњу школу (Каслнок Колеџ), у којој се више ценио рагби. Међутим, напорни тренинзи нису одушевљавали Колина, па се он окренуо задовољавању својих хедонистичких потреба. Тако је и зарадио надимак „немирног дечка“, препуштајући се лаким дрогама, дувану, забавама, девојкама. Хапшен је због пребрзе вожње, крађе и тукао се с ким је стигао. Како би га смирили, родитељи су га пребацили у интернат, али тамо се потукао с управником. Након избацивања из школе отишао је на годину дана да живи у Сиднеју (Аустралија). Радио је различите послове и стекао прво глумачко искуство у уличном позоришту у улози ирског побуњеника Неда Келија.
Вратио се у Даблин, сваштарио, па се прикључио скупини која се бавила каубојским плесом, да би са осамнаест година као неко ко ужива велике количине дроге и алкохола завршио на лечењу од депресије. Лечење његове аутодеструкције је трајало шест месеци и тада му је помогао брат Eamon (води уметничку школу у Даблину), позајмивши му новац и натеравши га да упише часове глуме на Gaiety School of Drama. Пошто никада није подносио ауторитете, и овог пута је прекинуо школовање, зарађивао као фото-модел и добио прву улогу у филму A Little World Of Our Own. На његову срећу, приметио га је глумац Кевин Спејси и споменуо га продуцентима филма Ordinary Decent Criminal. Улога са Спејсијем донијела му је додатни пробој и долазак на америчко подручје. У међувремену је у Ирској играо у нискобуџетном филму Џоела Шумахера Tigerland и њоме зарадио похвале америчких филмских критичара.
Живео је невероватно брзо, потајно се венчавши са глумицом Амелијом Ворнер, да би се након пар месеци развели. Онда је уследила одлична улога у филму Хартов рат са Брусом Вилисом у главној улози. Након тога је низао улоге у филмским хитовима попут Minority Report (2002) са Томом Крузом. И даље је остао доследан себи и својој отворености, причајући о сексу, дрогама, пићу. Жестоке реакције изазвао је његов интервју за магазин Плејбој 2002. године, у којем је припаднике ИРА назвао „смећем и терористима“.
Са својим идолом из детињства Ал Пачином глумио је у филму Регрут, а после и са Беном Афлеком у екранизацији стрипа Дардевил. За само дванаест дана снимио је филм Телефонска говорница, затим биографску драму Victoria Guerin, играо је и једну од главних улога у филму S.W.A.T.. Марљиво је наставио да снима и у 2004. години, најпре филм A Home At The End Of The World, а затим је улогом у филму Alexander доказао да се не боји контроверзе. Гледаоци и критичари тај филм нису добро прихватили, али то Фарела није обесхрабрило, па је снимио драму Ask The Dust са Салмом Хајек, епску сагу The New World (око које се такође дигла прилична прашина због старости партнерке у филму).
Након снимања филмског наставка популарне полицијске серије Пороци Мајамија с Џејмијем Фоксом, отишао је на лечење од зависности од лијекова против болова.
Уз помоћ вишег суда у Лос Анђелесу успео је да прекине дистрибуцију кућних секси видео-снимака преко интернета, које је 2003. године снимио с Плејбојевом девојком Nicole Narain.
Познат је по врло про-ЛГБТ ставу због брата (Ејмен, као и отац) који је геј. Штавише, иако је осам година млађи, тукао се да би одбранио брата од хомофоба.

## Филмографија
| Улоге Колина Фарела |                                 |               |                              | |
| Година              | Српски назив                    | Изворни назив | Улога                        | Напомена |
| 1997.               | Пијани грубијан                 |               | Клик                         | |
| 1998.               | Заљубљена у плесача             |               | Данијел Макартни             | ТВ филм |
| 1999.               | Ратна зона                      |               | Ник                          | |
| 2000.               | Врло пристојни гангстери        |               | Алек                         | |
| 2000.               | Земља тигрова                   |               | редов Роланд Боз             | Награда Удружења бостонских филмских критичара за најбољу главну мушку улогу                                                                                |
| 2001.               | Амерички одметници              |               | Џеси Џејмс                   | |
| 2002.               | Хартов рат                      |               | поручник Томас В. Харт       | |
| 2002.               | Сувишни извештај                |               | Дани Витвер                  | номинација — Награда Емпајер за најбољег глумца |
| 2003.               | Вероника Герин                  |               | тетовирани тип               | камео |
| 2003.               | Дердевил                        |               | Булзај                       | |
| 2002.               | Телефонска говорница            |               | Сту Шепард                   | |
| 2003.               | Регрут                          |               | Џејмс Даглас Клејтон         | |
| 2003.               | Специјалци                      |               | Џим Стрит                    | |
| 2003.               | Прекид                          |               | Лехиф                        | |
| 2004.               | Дом на крају света              |               | Боби Мороу                   | |
| 2004.               | Александар                      |               | Александар Велики            | |
| 2005.               | Нови свет                       |               | Капетан Џон Смит             | |
| 2006.               | Пороци Мајамија                 |               | детектив Џејмс „Сони“ Крокет | |
| 2006.               | Заитај прашину                  |               | Артуро Бандини               | |
| 2008.               | Касандрин сан                   |               | Тери                         | |
| 2008.               | Гордост и слава                 |               | Џими Иган                    | |
| 2008.               | У Брижу                         |               | Реј                          | Златни глобус за најбољег глумца у играном филму (мјузикл или комедија) номинација — Британска независна филмска награда за најбољег глумца у главној улози |
| 2009.               | Ондин                           |               | Сиракјус                     | |
| 2009.               | Очи рата                        |               | Марк Волш                    | |
| 2009.               | Лудо срце                       |               | Томи Свит                    | |
| 2009.               | Маштаоница доктора Парнаса      |               | Тони (3. трансформација)     | |
| 2010.               | Бекство из Гулага               |               | Валка                        | |
| 2010.               | Лондонски булевар               |               | Мичел                        | |
| 2011.               | Како се решити шефа             |               | Боби Пелит                   | номинација — Награда Сателит за најбољег глумца у споредној улози                                                                                           |
| 2011.               | Ноћ страве                      |               | Џери Дендриџ                 | |
| 2012.               | Тотални опозив                  |               | Даглас Квејд/Карл Хаузер     | |
| 2012.               | Седам психопата                 |               | Марти Фаранан                | Награда Удружења бостонских филмских критичара за најбољу глумачку поставу                                                                                  |
| 2013.               | План освете                     |               | Виктор                       | |
| 2013.               | Чувари тајног краљевства        |               | Ронин (глас)                 | |
| 2013.               | Спасавање господина Банкса      |               | Траверс Роберт Гоф           | |
| 2014.               | Зимска прича                    |               | Питер Лејк                   | |
| 2014.               | Госпођица Јулија                |               | Џон                          | |
| 2015.               | Јастог                          |               | Дејвид                       | |
| 2015.               | Прави детектив                  |               | Реј Велкоро                  | ТВ серија |
| 2016.               | Фантастичне звери и где их наћи |               | Персивал Грејвс              | |
| 2019.               | Господа                         |               | Тренер                       | |
| 2022.               | Бетмен                          |               | Освалд Коблпот / Пингвин     | |
| 2022.               | Духови острва                   |               | Падрик Суливан               | |